# OGLE-2006-BLG-109Lc
OGLE-2006-BLG-109Lcは、いて座の方角に約4920光年の位置にある太陽系外惑星である。
この惑星は2008年に重力マイクロレンズ法を用いて、OGLE-2006-BLG-109Lの周囲を公転しているのが検出された。主星は太陽の約50%の質量で、この惑星は土星の約90%の質量である。
OGLE-2006-BLG-109LcはOGLE-2006-BLG-109Lbと同時期に発見され、重力マイクロレンズ法によって発見された複数の惑星を持つ惑星系では初めての例である。